# Reinhold Schneider
Reinhold Karl Werner Schneider, nemški pesnik in pisatelj, * 13. maj 1903, Baden-Baden, Baden-Württemberg, Nemško cesarstvo, † 6. april 1958 Freiburg im Breisgau, Baden-Württemberg, Zvezna republika Nemčija.
Poleg pesmi je pisal novele, drame in eseje. Znan je po svoji krščansko katoliški usmeritvi, v imenu katere je nasprotoval nacistični ideologiji.

## Življenjepis
Najprej so bila njegova dela manj verska, pozneje pa so izražala vedno bolj krščansko in zlasti katoliško usmeritev. V svojih prvih delih opisuje Luísa de Camõesa in Portugalsko.
Pisal je protivojne pesmi, ki so bile prepovedane v nacistični Nemčiji. Las Casas (1938) je pokazal poti, po katerih naj kristjani odgovorijo na državno nasilje, in kritiziral nacistično preganjanje ter antisemitizem; to je imelo za posledico prepoved izdajanja njegovih del.
Med vojno so bili Schneiderjevi somišljeniki povezani v 'Kreisau Circle' in 'Freiburger Konzil', ki sta bila povezana s protinacističnim odporom. Njegova dela je objavljal tudi Guttenbergov časopis in "podzemlje", članke so delili vojakom na bojišču. Čeprav so ga oblasti dolžile veleizdaje zaradi pisanja v prid miroljubnosti, ni prišel pred sodišče, ker se je vojna končala prej.

## Dela
Reinhold Schneider je izdal okrog 200 naslovom.
- Das Leiden des Camões oder Untergang und Vollendung der portugiesischen Macht. Erstausgabe: Hellerau 1930. Union, Berlin 1976.
- Portugal. Ein Reisetagebuch. München 1931 (aktuell: Frankfurt a. M. 2003, ISBN 3-458-34589-2).
- Philipp II. oder Religion und Macht. Leipzig 1931.
- Kaiser Lothars Krone. Leben und Herrschaft Lothars von Supplinburg. Leipzig 1937 (neue Ausgabe mit einem einleitenden Essay von Wilfried Hartmann und einigen zeitgenössischen Quellen: Manesse, Zürich 1986, ISBN 3-7175-8084-1).
- Las Casas vor Karl V. Szenen aus der Konquistadorenzeit. Insel, Leipzig 1938 (aktuell: Suhrkamp, Frankfurt a. M. 1990, ISBN 3-518-38222-5).
- Das Vaterunser. Alsatia, Kolmar 1941.
- Nach dem großen Kriege. Alsatia, Kolmar 1941[5]
- Apokalypse. Sonette von Reinhold Schneider. Hans Bühler jr., Baden-Baden 1946.
- Die Heimkehr des deutschen Geistes. Über das Bild Christi in der deutschen Philosophie des 19. Jahrhunderts. Hans Bühler jr., Baden-Baden 1946.
- Und Petrus stieg aus dem Schiffe. Hans Bühler jr., Baden-Baden 1946.
- Die Tarnkappe (= Insel-Bücherei. Bd. 486/2). Insel, Wiesbaden 1951 (Drama über Siegfried und die Nibelungen).
- Herrscher und Heilige. Jakob Hegner, Köln / Olten 1953.[6]
- Verhüllter Tag. Köln / Olten 1954.
- Die silberne Ampel. Ein Roman. Köln / Olten 1956.
- Der große Verzicht. Drama. 1957, Uraufführung 1958 (Bregenz).
- Innozenz und Franziskus. Drama. 1952, Uraufführung 1954 (Essen).
- Der Balkon. Aufzeichnungen eines Müßiggängers in Baden-Baden. Wiesbaden 1957 (aktuell: Insel, Frankfurt a. M. 2000, ISBN 3-458-34305-9).
- Winter in Wien. Aus meinen Notizbüchern 1957/1958. Freiburg i. B. 1958 (aktuell: Herder, Freiburg i. B. 2003, ISBN 3-451-28113-9).
- Karl V. Erbe und Verzicht. Köln / Olten 1958.
- Innozenz der Dritte. Köln / Olten 1960.
- Gesammelte Werke in zehn Bänden. Im Auftrag der Reinhold-Schneider-Gesellschaft hrsg. v. Edwin Maria Landau. Frankfurt a. M. 1977–1981.
- Franz von Sales. Johanna Franziska von Chantal. Eichstätt 2004, ISBN 3-7721-0271-9.
- Kleists Ende. München, Karl Alber, 1946.
- Über den Selbstmord. Hans Bühler jr., Baden-Baden 1947.